# 화정로 (광주)
 화정로(Hwajeong-ro)는 광주광역시 서구 상무동 금호지구입구교차로 에서 화정동 서광주한전앞사거리 까지 이어주는 도로이다.

## 주요 경유지
광주광역시
- 서구 (상무동 . 화정동)

## 노선
| 이름                | 접속 노선                           | 소재지     | 소재지 | 비고 |
| ------------------- | ----------------------------------- | ---------- | ------ | ---- |
| 금호지구입구 교차로 | 광주광역시도 제62호선 (운천로)      | 광주광역시 | 서구   |      |
| (이름없음)          | 쌍촌로                              | 광주광역시 | 서구   |      |
| (이름없음)          | 광주광역시도 제32호선 (월드컵4강로) | 광주광역시 | 서구   |      |
| (이름없음)          | 광주광역시도 제95호선 (화운로)      | 광주광역시 | 서구   |      |
| (이름없음)          | 군분로                              | 광주광역시 | 서구   |      |
| 건강관리협회 교차로 | 국도 제1호선 (대남대로)             | 광주광역시 | 서구   |      |
| 서광주한전앞 교차로 | 광주광역시도 제8호선 (경열로)       | 광주광역시 | 서구   |      |

## 주요 건물 및 시설
- HD현대오일뱅크 백일주유소 (화정로 68/쌍촌동 429)
- 현대자동차 블루핸즈 화정점 (화정로 80/화정동 900-2)
- CU 화정우량점 (화정로 84/화정동 900-5)
- GS25 쌍촌시영점 (화정로 87/쌍촌동 1228)
- 파리바게뜨 광주백일점 (화정로 108/쌍촌동 1233-1)
- 새마을금고 상무새마을금고 빛고을지점 (화정로 112/쌍촌동 1233-5)
- 농협 화정동지점 (화정로 116/쌍촌동 1233-8)
- LG유플러스 화정동 대주피오래점 (화정로 126/화정동 350-14)
- 광주광역시 종합건설본부 (화정로 149/화정동 898)
- GS25 화정광덕점 (화정로 184/화정동 811-14)
- 광덕중학교 (화정로 202/화정동 652)
- 광덕고등학교 (화정로 202/화정동 652)
- 뚜레쥬르 광주화정힐스테이트점 (화정로 220/화정동 628)
- CU 화정힐스테이트점 (화정로 221/화정동 1610)
- BHC치킨 광주서광주점 (화정로 221/화정동 1610)
- 명랑핫도그 화정힐스테이트점 (화정로 256/724-42)
- GS25 광주화정로점 (화정로 277/농성동 662-28)